# Fodé Mansaré
Fodé Mansaré (ur. 3 września 1981 roku w Konakry) – gwinejski piłkarz grający na pozycji napastnika.